# Durham County
Durham County è una serie televisiva canadese di genere drammatico/noir che in Italia è stata trasmessa da Fox Crime. Il detective Mike Sweeney (Hugh Dillon) si trasferisce con la sua famiglia nell'apparentemente tranquilla "Durham County". Una volta arrivato scopre che il suo vicino ed ex compagno di scuola Ray Prager (Justin Louis) potrebbe essere un serial killer.

## Trasmissione
La serie ha debuttato sui canali canadesi "The Movie Network" and "Movie Central" nel maggio del 2007. In seguito la prima stagione è stata acquistata dal network americano "ION Television", che l'ha mandata in onda con successo e si è assicurata i diritti anche per le successive stagioni. In Italia Fox Crime ha trasmesso la prima stagione dal 6 maggio 2008. L'attrice americana Michelle Forbes, nota per il ruolo di "Maryann" in "True Blood", è entrata nel cast nella seconda stagione. Le riprese della terza stagione sono iniziate nell'ottobre del 2009; Michael Nardone, già co-protagonista della serie "Roma", si è aggiunto al cast.

## Episodi
| Stagione         | Episodi | Prima TV originale | Prima TV Italia |
| ---------------- | ------- | ------------------ | --------------- |
| Prima stagione   | 6       | 2007               | 2008            |
| Seconda stagione | 6       | 2009               | inedita         |
| Terza stagione   | 6       | 2010               | inedita         |

## Titoli italiani (stagione 1)
1. "Fratelli di sangue"
2. "La donna del lago"
3. "Il tarlo del dubbio"
4. "Bulli e pupe"
5. "L'uomo nero"
6. "La verità torna sempre a galla"

## Premi & nomination
La serie ha ricevuto 13 nomination ai Gemini Award, vincendone cinque:
- sceneggiatura per una serie drammatica: Laurie Finstad Knizhnik
- protagonista maschile di una serie drammatica: Justin Louis
- protagonista femminile di una serie drammatica: Helene Joy
- regia di una serie drammatica: Holly Dale
- colonna sonora in una serie drammatica: Andrea Higgins, Brad Thornton, Keith Elliott, Lee De Lang, Mario Auclair, Jill Purdy.

Inoltre la serie ha ricevuto 4 nomination ai "Director's Guild of Canada Awards", vincendone due.